# Tafrinals
Els tafrinals (Taphrinales) són un ordre de fongs ascomicots de la subdivisió Taphrinomycotina, l'únic de la classe dels  tafrinomicets (Taphrinomycetes).

## Taxonomia
L'ordre dels tafrinals inclou 2 famílies, 8 gèneres i unes 150 espècies:
- Família Protomycetaceae
- Família Taphrinaceae